# Вейтемата (затока)

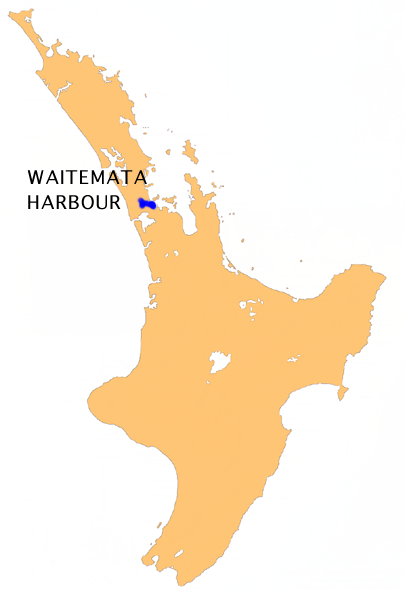
Розташування затоки.

Затока Вейтемата (англ. Waitemata Harbour) — затока Тихого океану частина затоки Хауракі, біля східного узбережжя Північного острову Нової Зеландії. Площа затоки 180 км². На березі затоки розташоване найбільше місто Нової Зеландії — Окленд. Назва Вейтемата в перекладі з маорі означає газована вода.

## Економіка
Затока захищена островами Ваїгікі та Рангітото та зручна для навігації. В затоці розташований найбільший порт в Новій Зеландії — Оклендський морський порт (англ. POAL).
Через затоку між двома частинами Північного острова в 1959 зведений міст Харбор-Брідж, один з найдовших в країні.

## Установи і заклади
У районі затоки розташований Національний музей Королівського новозеландського військово-морського флоту.
| Нова Зеландія | Це незавершена стаття з географії Нової Зеландії. Ви можете допомогти проєкту, виправивши або дописавши її. |